# José Carlos Gonçalves Rodrigues
José Carlos Gonçalves Rodrigues (Lisboa, Gran Lisboa, 31 de agosto de 1988), más conocido como Zeca, es un exfutbolista portugués nacionalizado griego. Jugaba de centrocampista y fue internacional con la selección de Grecia.

## Trayectoria
Inicios (Portugal)
Zeca nació en Lisboa, Portugal y a los 10 años de edad, empezó a jugar en Casa Pia AC, donde fue subiendo de la cuarta división hasta el primer equipo en 2007, en ese año empezó profesionalmente su carrera y jugó hasta el verano de 2010, ese año fichó por el Vitória FC. Estuvo una temporada (2010-2011) y luego emigró a Grecia.
Panathinaikos FC
El 29 de julio de 2011, firmó con el Panathinaikos FC de la Superliga de Grecia, por un contrato de 4 años. Para abril de 2014 firmó una prolongación de su contrato por 3 años más, y unos días después jugó su partido número 100 con el equipo griego, llevando la cinta de capitán.
En febrero de 2015, Zeca tomó la decisión de nacionalizarse griego, y para poder jugar en la selección de fútbol de Grecia se le otorgó la ciudadanía del país. El 9 de agosto de 2016, extendería su contrato hasta 2019, por una cifra no revelada.
Sin embargo su trayectoria en el país griego terminaría el 28 de agosto de 2017, cuando el club aceptaría una oferta del FC Copenhague de la Superligaen de Dinamarca.

## Clubes
| Club                | País      | Año       |
| ------------------- | --------- | --------- |
| Casa Pia A. C.      | Portugal  | 2007-2010 |
| Vitória F. C.       | Portugal  | 2010-2011 |
| Panathinaikos F. C. | Grecia    | 2011-2017 |
| F. C. Copenhague    | Dinamarca | 2017-2023 |
| Panathinaikos F. C. | Grecia    | 2023-2025 |

## Palmarés

### Títulos nacionales
| Título                 | Club                | País      | Año  |
| ---------------------- | ------------------- | --------- | ---- |
| Copa de Grecia         | Panathinaikos F. C. | Grecia    | 2014 |
| Superliga de Dinamarca | F. C. Copenhague    | Dinamarca | 2019 |
| Superliga de Dinamarca | F. C. Copenhague    | Dinamarca | 2022 |
| Copa de Dinamarca      | F. C. Copenhague    | Dinamarca | 2023 |
| Superliga de Dinamarca | F. C. Copenhague    | Dinamarca | 2023 |
| Copa de Grecia         | Panathinaikos F. C. | Grecia    | 2024 |